# Verificacionismo
El verificacionismo es el término que se usa por oposición al falsacionismo. Si en este último lo que se busca es el hecho observacional que pueda anular la hipótesis inicial (y si no se encuentra, la hipótesis se refuerza de algún modo), en el verificacionismo se considera que han de añadirse hechos observacionales que corroboren la hipótesis, con lo que esta queda inductivamente consolidada.[cita requerida]
Ambos conceptos (falsacionismo y verificacionismo) se inscriben en el problema del inductivismo, puesto de manifiesto por primera vez por David Hume.[cita requerida] La crítica al verificacionismo se inscribe dentro de las críticas que realiza Karl Popper al neopositivismo.[cita requerida]
El problema de la inducción nace del hecho de que no se puede afirmar algo universal a partir de los datos particulares que ofrece la experiencia. Por muchos millones de cuervos negros que se vean, no será posible afirmar que «todos los cuervos son negros». En cambio, si se encuentra un solo cuervo que no sea negro, se podrá afirmar: «No todos los cuervos son negros». Por esa razón, Popper introduce al falsacionismo como un criterio de demarcación científica.
Popper sentía cierta aversión por las teorías de Marx y de Freud; en cambio, decía que la teoría de la relatividad de Einstein tenía algo que la hacía más creíble: era que su autor había indicado las circunstancias bajo las cuales su teoría probaría ser falsa. Popper concluyó que esa debería ser la verdadera actitud científica, que contrastaría con las actitudes dogmáticas en el sentido de infalsables de Marx y de Freud, quienes constantemente buscaban verificar sus propias teorías; según el criterio de Popper, la verdadera actitud científica es la actitud crítica, debido a que esta no apunta a la verificación (no busca pruebas para demostrar su veracidad), sino que busca realizar revisiones críticas que puedan rebatir la teoría.